# I’m Your Man
Az 1988-as I'm Your Man Leonard Cohen nyolcadik nagylemeze. Az album továbblépés a modernebb irányzatok felé, több dalnak szintipop jellege van.
Az Everybody Knows dal az első együttműködés Sharon Robinsonnal, aki később Cohen gyakori munkatársa lett. A Tower of Song-ban Cohen a dalszerzésről elmélkedik, és megköszöni Hank Williams befolyását.
Az I'm Your Man 16 hétig vezette a norvég listákat, az Egyesült Királyságban ezüstlemez, Kanadában arany. A Pitchfork Media az 1980-as évek 100 legjobb albuma listáján az 51. lett. Szerepel továbbá az 1001 lemez, amit hallanod kell, mielőtt meghalsz című könyvben.

## Az album dalai
|    | Cím                     | Szerző(k)                    | Hossz |
| -- | ----------------------- | ---------------------------- | ----- |
| 1. | First We Take Manhattan | Leonard Cohen                | 6:01  |
| 2. | Ain't No Cure for Love  | Cohen                        | 4:50  |
| 3. | Everybody Knows         | Cohen, Sharon Robinson       | 5:36  |
| 4. | I'm Your Man            | Cohen                        | 4:28  |
| 5. | Take This Waltz         | Cohen, Federico García Lorca | 5:59  |
| 6. | Jazz Police             | Cohen, Jeff Fisher           | 3:53  |
| 7. | I Can't Forget          | Cohen                        | 4:31  |
| 8. | Tower of Song           | Cohen, Jennifer Warnes       | 5:37  |

## Közreműködők
- Leonard Cohen – billentyűk, ének
- Jude Johnson – vokál
- Anjani Thomas – vokál
- Jennifer Warnes – vokál
- Mayel Assouly – háttérvokál
- Evelyine Hebey – háttérvokál
- Elisabeth Valletti – háttérvokál
- Jeff Fisher – billentyűk
- Bob Stanley – gitár
- Sneaky Pete Kleinow – pedal steel gitár
- Peter Kisilenko – basszusgitár
- Tom Brechtlein – dob
- Vinnie Colaiuta – dob
- Lenny Castro – ütőhangszerek
- Michel Robidoux – dob, billentyűk
- John Bilezikjian – úd
- Richard Beaudet – szaxofon
- Raffi Hakopian – hegedű

## Fordítás
Ez a szócikk részben vagy egészben az I'm Your Man (Leonard Cohen album) című angol Wikipédia-szócikk ezen változatának fordításán alapul.  Az eredeti cikk szerkesztőit annak laptörténete sorolja fel. Ez a jelzés csupán a megfogalmazás eredetét és a szerzői jogokat jelzi, nem szolgál a cikkben szereplő információk forrásmegjelöléseként.